# إد موريسي
إد موريسي (بالإنجليزية: Ed Morrissey) هو متحدث تحفيزي وصحفي أمريكي، ولد في 3 أبريل 1963.